# Scooterette
Een scooterette is een opvouwbare fiets met hulpmotor. Ze heeft trappers om het achterwiel aan te drijven en een 50cc-tweetaktmotortje van Sachs onder het stuur voor het voorwiel. De opvouwbare Scooterette was vooral bedoeld voor stadsbewoners en jongeren.
De ontwerper van de scooterette is de Nederlandse industrieel ontwerper Wim Gilles, aanvankelijk begon hij het project op eigen initiatief in 1958. Wim Gilles ergerde zich eraan dat brommers en scooters zoveel ruimte in beslag namen. In 1960 liet hij een schaalmodel zien aan de Simplex-Locomotief machine- en rijwielfabriek. Simplex-Locomotief kocht het idee en beloofde materiële steun toe.
Toen het in 1963 productierijp was, verkeerde Simplex-Locomotief in grote financiële moeilijkheden. Daarnaast was de wetgeving met betrekking tot motorvoertuigen onlangs aangepast, de scooterette zou nu onder de categorie motorfiets vallen, wat zou betekenen dat de bestuurder zijn rijbewijs nodig had en rijwielbelasting moest betalen. Dit laatste werd door het bedrijf als belangrijkste reden gezien om het ontwerp niet in productie te nemen.